# Pachytriton changi
Pachytriton changi — вид земноводних родини саламандрові ряду Хвостаті.

## Поширення
Цей вид є ендеміком  Китаю. Його точне походження невідоме, оскільки типовий зразок був виявлений в магазині з продажу тварин в Японії.

## Опис
Голотип мав тіло завдовжки 84 мм, хвіст 88 мм.

## Етимологія
Вид названий на честь китайського герпентолога Манвеня Чана (Mangven L. Y. Chang).